# آرثر أوين هيو
آرثر أوين هيو (بالإنجليزية: Arthur Owen Vaughan)‏ هو كاتب جنوب أفريقي، ولد في 6 سبتمبر 1863، وتوفي في 15 أكتوبر 1919.